# Nieuport-Delage NiD-120
Seri Nieuport-Delage NiD 120 là một dòng máy bay tiêm kích của Pháp trong thập niên 1930.

## Các biến thể
- Nieuport-Delage NiD 121
- Nieuport-Delage NiD 122
- Nieuport-Delage NiD 123
- Nieuport-Delage NiD 125

## Quốc gia sử dụng
Perú
- Không quân Peru

## Tính năng kỹ chiến thuật của NiD 123 (thủy phi cơ)
Dữ liệu lấy từ The Complete Book of Fighters
Đặc tính tổng quan
- Kíp lái: 1
- Chiều dài: 7,72 m (25 ft 4 in)
- Sải cánh: 13,00 m (42 ft 8 in)
- Chiều cao: 3,70 m (12 ft 2 in)
- Diện tích cánh: 22,00 m2 (236,8 foot vuông)
- Trọng lượng rỗng: 1.335 kg (2.943 lb)
- Trọng lượng có tải: 1.788 kg (3.942 lb)
- Động cơ: 1 × Lorraine 12Hdrs , 540 kW (720 hp)

Hiệu suất bay
- Vận tốc cực đại: 320 km/h (199 mph; 173 kn)
- Tầm bay: 600 km (373 mi; 324 nmi)
- Trần bay: 9.000 m (29.528 ft) [2]

Vũ khí trang bị

- Súng: 2× Súng máy Vickers 7,7 mm (0.303 in) [2]